# Septoria ascophylli
Septoria ascophylli är en svampart som beskrevs av Melnik & M. Petrov 1966. Septoria ascophylli ingår i släktet Septoria och familjen Mycosphaerellaceae.   Inga underarter finns listade i Catalogue of Life.